# Shell-Haus
Shell-Haus – budynek położony w Berlinie nad brzegiem Landwehrkanal, liczący pięć do dziesięciu kondygnacji. Budynek, wpisany do rejestru zabytków, został wzniesiony w latach 1930-1932 przy ówczesnej Königin-Augusta-Straße (od roku 1947 Reichpietschufer) według projektu architekta Emila Fahrenkampa na zlecenie hamburskiej firmy Rhenania-Ossag Mineralölwerke AG przekształconej w roku 1947 w Deutsche Shell AG, będącej niemieckim oddziałem holenderskiej firmy Royal Dutch Shell.

## Historia
Projekt Emila Fahrenkampa otrzymał pierwszą nagrodę w konkursie rozpisanym w roku 1929, w którym uczestniczyło pięciu projektantów.
Budynek o powierzchni ogólnej 2700 m² był jednym z pierwszych budynków Berlina o szkielecie stalowym. Krytycy architektury zaliczają go do kierunku Neue Sachlichkeit (Nowej Rzeczowości) i uważają za jeden z najwybitniejszych obiektów biurowych Republiki Weimarskiej. Fasada wyróżnia się pionowymi falami i ciągłymi poziomymi pasami okien, przewijającymi się płynnie przez zaokrąglone naroża. 
Ściany zewnętrzne wymurowane z bloków betonu porowatego zostały oblicowane płytami rzymskiego trawertynu. Budynek otoczono szczelinami pod chodnikami, izolującymi budynek od wstrząsów wywołanych przez ruch uliczny.
W roku 1934 budynek został przejęty przez naczelne dowództwo marynarki wojennej. W czasie II wojny światowej w podziemiach urządzono lazaret. W ostatnich dniach wojny górne kondygnacje budynku uległy uszkodzeniom. W roku 1946 budynek stał się siedzibą zakładów energetycznych Bewag, które przejęły obiekt na własność w roku 1952.  W latach 1965–1967 do budynku dostawiono od strony Sigismundstraße dwa nowe skrzydła w konstrukcji stalowej według projektu architekta Paula Baumgartena.
W roku 1958 budynek został wpisany na listę obiektów zabytkowych. Wpis nie objął dobudowy z lat sześćdziesiątych.
W latach osiemdziesiątych i dziewięćdziesiątych doszło do konfliktu władz konserwatorskich z użytkownikiem, który uważał, że spełnienie wymagań ochrony zabytków przy remoncie nadmiernie podniesie koszty. 
Odnowienie trawertynowych płyt fasadowych wymagało uruchomienia nieczynnego kamieniołomu w okolicy Rzymu. 
W marcu 2000 nowym użytkownikiem budynku zostały zakłady gazownicze Gasag, które w roku 2010 po wygaśnięciu umowy dzierżawnej przeniosły się do nowego budynku przy Hackescher Markt.
W czerwcu 2000 firma Bewag sprzedała budynek firmie deweloperskiej Viterra, która po rozbiórce dobudowanych w latach sześćdziesiątych skrzydeł wzniosła na ich miejscu hotel sieci Maritim o 500 pokojach. 
Architekt berliński Meinhard von Gerkan w wywiadzie dla Berliner Morgenpost z 3 stycznia 2007 uznał Shell-Haus za najpiękniejsza budowlę Berlina.

## Galeria

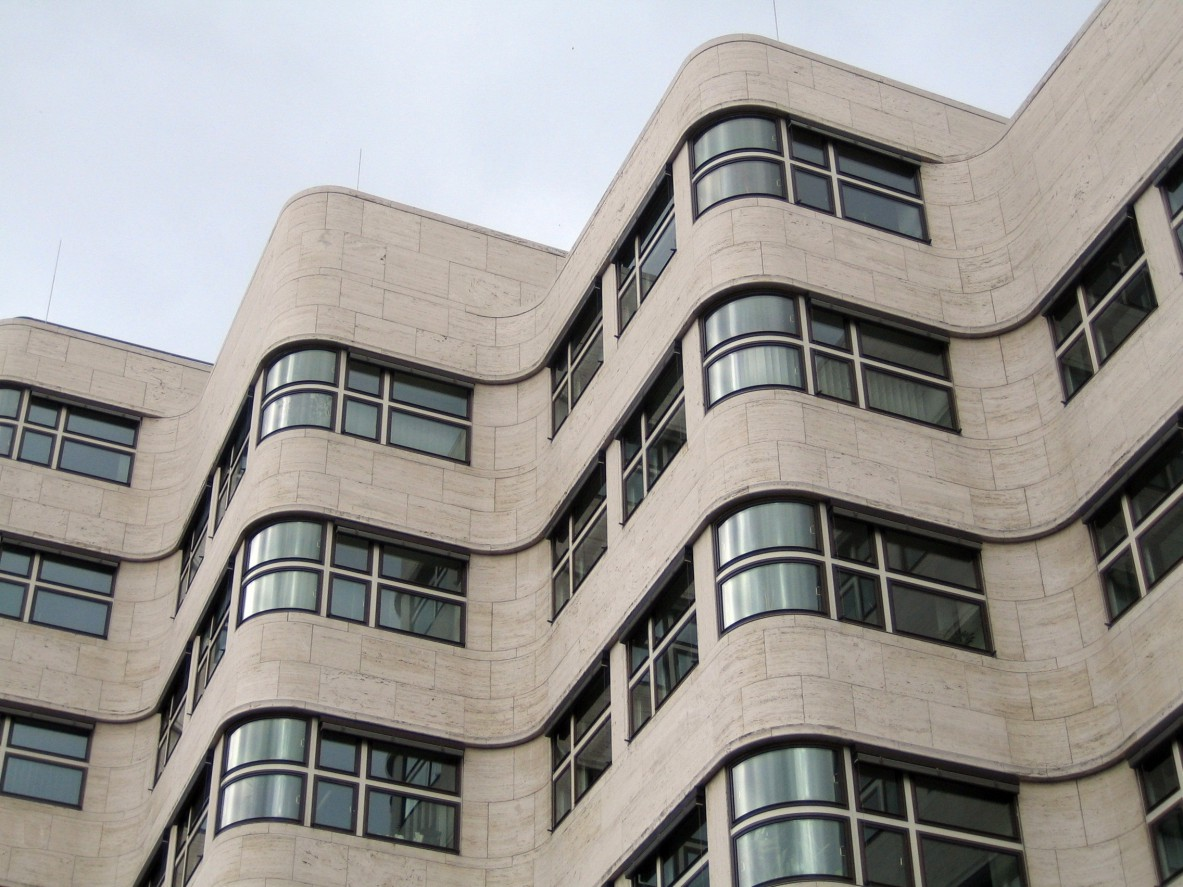
Szczegół fasady
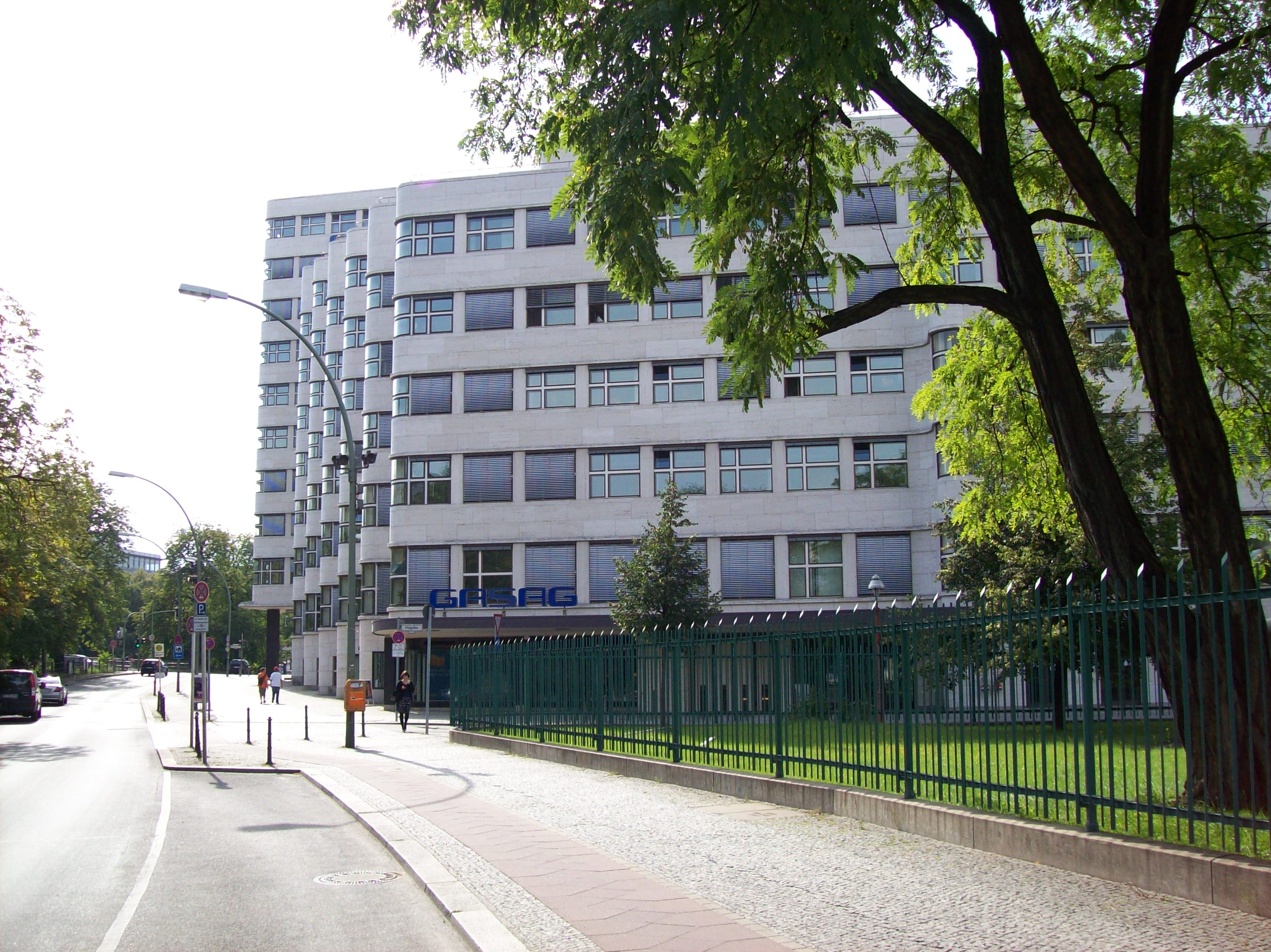
Widok z boku
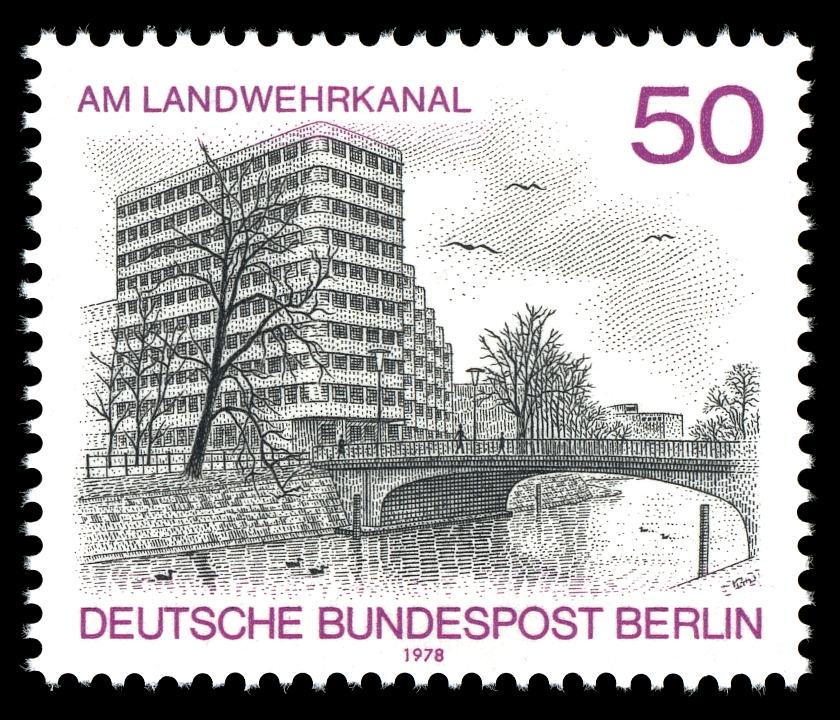
Znaczek pocztowy Bundespost z roku 1978
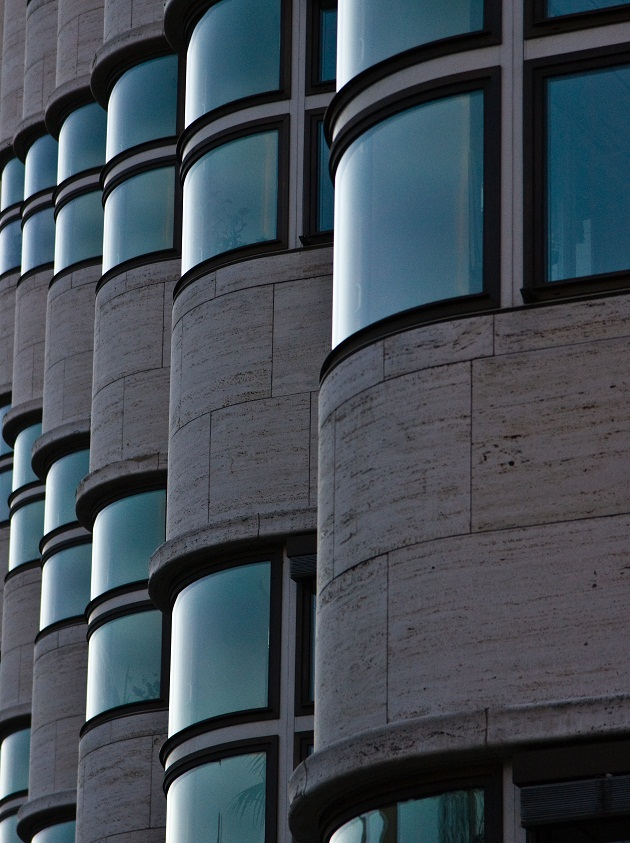
Szczegóły fasady